# Ediktalzitation
In der veralteten Rechtssprache ist die Ediktalzitation eine durch öffentliche Ausschreibung erfolgte gerichtliche Vorladung einer Person (Zitation), deren Aufenthaltsort unbekannt ist. Veraltet sind auch die abgeleiteten Wendungen „ediktaliter zitieren“ oder „das Ediktal.“ Der Begriff leitet sich vom lateinischen Lehnwort Edikt ab.

## Quelle
- Hans Schulz, Otto Basler, Gerhard Strauss: Deutsches Fremdwörterbuch (Institut für Deutsche Sprache 1995), ISBN 3110180219